# ピザクック
ピザクック（PIZZACOOC）は、福岡県内を中心に展開する宅配ピザチェーン。
食品商社・岩田産業グループホールディングス傘下のイワタダイナースが運営する。
2021年9月時点で、福岡県・佐賀県に33店舗を展開している。

## 沿革
- 1989年2月　原店オープン
- 1997年7月　第1回ピザクック杯争奪福岡小学生ソフトボール大会開催（以降毎年7月開催)
- 2003年　福岡ダイエーホークス（現福岡ソフトバンクホークス）とオフィシャルパートナー契約締結
- 2012年　福岡ソフトバンクホークスの松田宣浩をイメージキャラクターに起用
- 2014年　アイドルグループLinQ、イメージキャラクター起用
- 2014年2月　ピザ・お好み焼き創業以来累計販売2万枚達成
- 2015年　アビスパ福岡とオフィシャルパートナー契約締結
- 2015年10月　初のイートインスペース併設店舗として旧桧原店がやよい坂店として移転リニューアルオープン
- 2016年　アビスパ福岡の金森健志をイメージキャラクターに起用（在籍期間のみ）
- 2017年2月　アビスパ福岡のJ2リーグ開幕戦において冠協賛試合開催
- 2017年5月　福岡ソフトバンク公式戦において冠協賛試合開催。この年は5月と10月の2回開催した
- 2018年　創業30周年を機に全てのピザ生地を福岡県産小麦であるミナミノカオリの小麦粉100%使用にリニューアル
- 2018年9月　ライジングゼファーフクオカとオフィシャルパートナー契約締結
- 2020年5月　福岡県外に初出店となる佐賀県佐賀市に30店舗目となるピザクック佐賀店オープン
- 2020年5月　福岡PayPayドーム専門の業態で他店舗と一部メニューが異なる「PizzaCooc EXPRESS」オープン
- 2020年11月25日　福岡県中間市と「未来のまちづくりの協力」に関する連携協定締結
- 2021年4月　イメージキャラクターとして銀河新星グレイトZ（ドゲンジャーズ）とスポンサー契約
- 2021年5月　地球環境への配慮、SDGs目標達成の一環として一部店舗へイメージキャラクターグレイトZのデザインの電動3輪バイクを導入
- 2021年7月　福岡県中間市のおこなう九州の自治体として初の「マンホール広告事業」にイメージキャラクターであるLinQ高木悠未とドゲンジャーズグレイトZを起用した広告を掲出
- 2022年3月　福岡県宗像市と「教育の充実と子育て支援の推進に関する連携協定」締結
- 2023年3月　2代目イメージキャラクター選手に福岡ソフトバンクホークスの東浜巨を起用[1]
- 2023年3月　2代目イメージキャラクター発表に合わせ福岡ソフトバンクホークスオープン戦にて冠協賛試合を開催
- 2023年3月　2代目ピザ生地としてレギュラークラスト・チーズクラストに福岡県産米粉「ふくのこ」を新たに使用[2]
- 2023年3月　福岡県中間市のネーミングライツ事業のパートナーに決定しピザクック通り誕生[3]
- 2024年3月　3代目イメージキャラクター選手に福岡ソフトバンクホークスの栗原陵矢を起用
- 2024年3月　イメージキャラクターに松田宣浩を再起用

## オフィシャルパートナー
オフィシャルパートナーとして、プロ野球球団『福岡ソフトバンクホークス』、地元福岡のアイドルグループ『LinQ』（ジョブ・ネット）、プロサッカークラブ『アビスパ福岡』と提携している。2021年からは九州朝日放送の特撮ドラマ『ドゲンジャーズ』に登場するご当地ヒーローが加わった。さらに2024年、ソフトバンクホークス担当の初代イメージキャラクターだった松田宣浩が再起用されている。
著名人以外の出演としては、過去に松田の家族以外にも公募で選ばれた子役が店員としてCMに登場したほか、中村学園女子高等学校コーラス部も出演している。

### 主なイメージキャラクター
- 福岡ソフトバンクホークス（2003年 - ）
  - 松田宣浩（2012年 - 2022年、2024年 - ） 引退後に再起用
  - 東浜巨（2023年 - 2024年）
  - 栗原陵矢（2025年 - ）
- LinQ（2014年 - ）
  - 髙木悠未（2014年 - 2025年）
  - 有村南海（2025年 - ）
  - 森斗咲羽（2025年 - ）
- アビスパ福岡（2015年 - ）
  - 金森健志（2016年、2021年 - ）[5]
- ドゲンジャーズ（2021年 - ）
  - 銀河新星グレイトZ、グレイト2（2021年 - ）
  - 藤松宙愛(MAKO)（2022年）[6]

## ピザクック通りの誕生
2023年3月より福岡県中間市ネーミングライツ事業のパートナーとしてJR九州中間駅と筑豊電鉄通谷駅の間約1.6km（旧ふれあい大通り）が「ピザクック通り」と命名。通り沿いに「ピザクック通り」の名称標識、ピザクックイメージキャラクター東浜巨、髙木悠未、銀河新星グレイト2が掲載された看板が設置されている。
中間市はネーミングライツによる収益を自治体が管理する児童公園の草刈り費用助成金として公園の整備に充てることを発表している。

## 広告、コラボレーションなど
- 福岡ソフトバンクホークス - 福岡PayPayドームバックネットフェンスに広告出稿
- アビスパ福岡 - ピッチサイドのLED広告掲出、冠協賛試合を開催
- ライジングゼファーフクオカ - 試合会場への広告掲出（2018年 - 2022年）
- ふくや - コラボレーションCM（2022年）
- 大賀薬局 - コラボキャンペーン（2023年）

## 冠提供番組
放送中
- ピザクック presents 悠未先生のロングホームルーム （エフエム福岡 日曜 18:00 - 18:30）- 髙木悠未、西川さとり（2020年4月 - ）

過去の番組
- ピザクック presents ぐるっとまあるいLinQの「わ」（エフエム福岡 日曜 18:00 - 18:30）- 天野なつ、髙木悠未（2015年4月 - 2017年8月）
- ピザクック presents 悠未と彩乃のLinQuestion?! (エフエム福岡 日曜 18:00 - 18:30）- 髙木悠未、山木彩乃（2017年9月 - 2018年3月）
- ピザクック presents 悠未とさくらのLinQuestion?! （エフエム福岡 日曜 18:00 - 18:30）- 髙木悠未、新木さくら（2018年4月 -  2020年3月）
- ディスカバLinQ〜マリンメッセへの道〜（RKB毎日放送）

## 関連企業
- 岩田産業グループホールディングス